# Terje Hauge

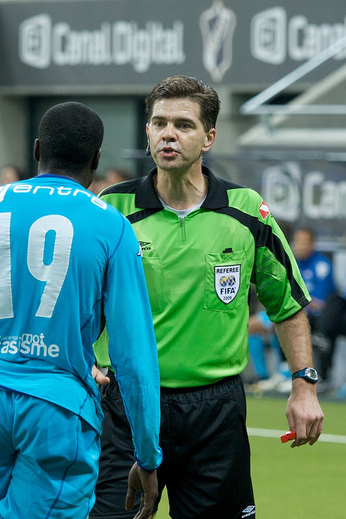
Terje Hauge

Terje Hauge (Bergen, 5 oktober 1965) is een Noors voetbalscheidsrechter van de club Olsvik IL.

## Carrière als scheidsrechter
Sinds het debuut van Hauge in 1990 heeft hij 232 wedstrijden in de Tippeligaen gefloten. Hij is internationaal scheidsrechter van de FIFA sinds 1993. Hauge won de Kniksenprijs voor beste scheidsrechter in de Tippeligaen in 2004, 2007 en 2010, en gaf leiding aan de finale van de strijd om de Noorse beker in 2003. Hij is momenteel een elitescheidsrechter bij de UEFA.
- Wedstrijden gefloten in de Tippeligaen: 301
- Wedstrijden gefloten in Europese wedstrijden: 50+
- Interlandwedstrijden gefloten: 50+

Hauge floot ook wedstrijden op het Wereldkampioenschap voetbal 2002, Europees kampioenschap voetbal 2004 en de finales van de Noorse beker in 1996 en 2003. Ook de eindstrijd om de UEFA Super Cup in 2004 tussen FC Porto en Valencia CF in Monaco werden door Hauge geleid.

## UEFA Champions League

### Chelsea - Barcelona
In een wedstrijd tussen Chelsea FC en FC Barcelona in de Champions League stuurde Hauge Chelsea-verdediger Asier del Horno weg voor een overtreding op Lionel Messi en Chelsea verloor de wedstrijd uiteindelijk met 2-1. Hauge kreeg na de wedstrijd doodsbedreigingen van fans van Chelsea, maar hij bleef bij zijn beslissing.

### Finale
Op 17 mei 2006 floot Hauge als eerste Noorse scheidsrechter ooit een Champions League finale. In het Stade de France in Parijs leidde Hauge de eindstrijd tussen Arsenal FC en FC Barcelona. Hij schreef geschiedenis door de Duitse doelman van Arsenal, Jens Lehmann, met rood van het veld te sturen na het neerhalen van de doorgebroken Samuel Eto'o. Lehmann was hiermee de eerste speler ooit die rood kreeg in een Champions Leaguefinale. Barcelona won de wedstrijd met 2-1.